# 安田雷洲

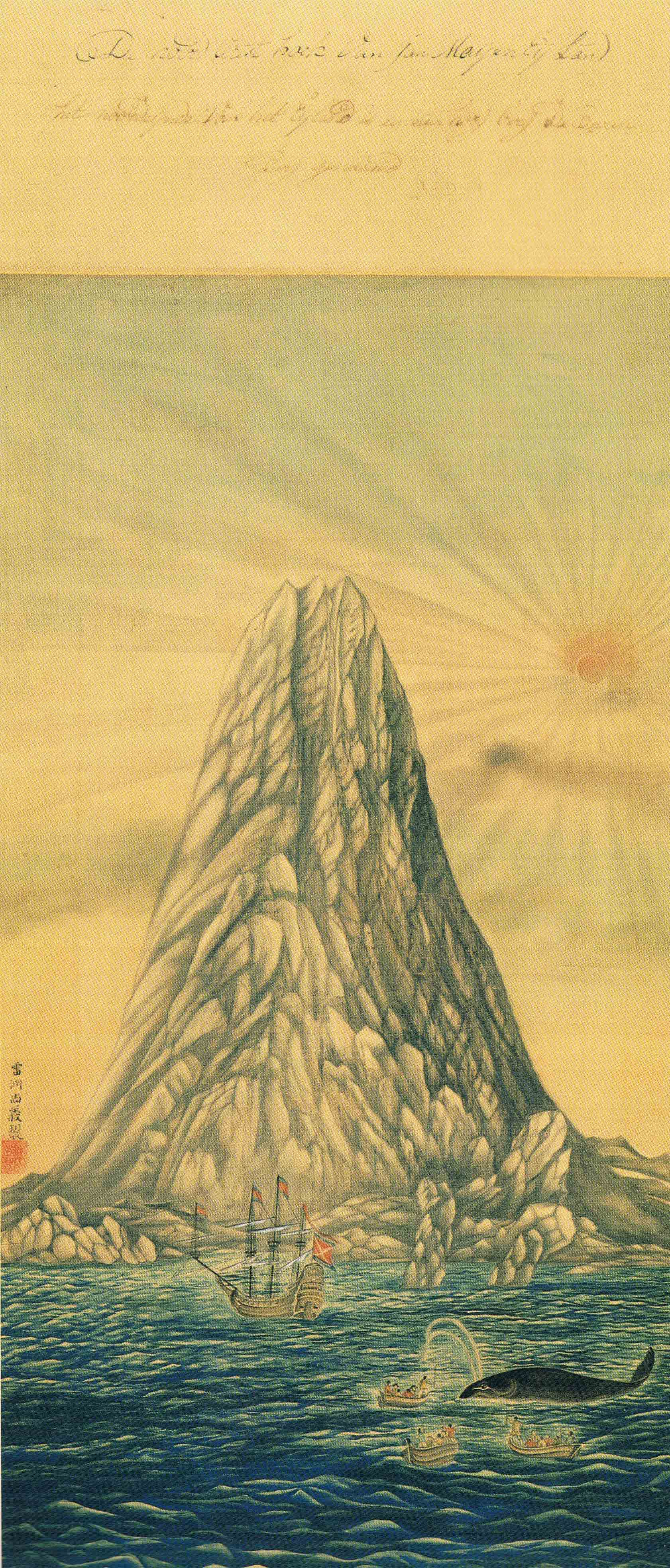
「捕鯨図」板橋区立美術館寄託

安田 雷洲（やすだ らいしゅう、? - 安政5年（1858年）以降）は、江戸時代後期の御家人、浮世絵師、銅版画家、洋風画家。葛飾北斎の門人であるが洋風画家として名高く、江戸における銅版画家としては司馬江漢、亜欧堂田善に続く、 重要で優れた作家である。

## 来歴

### 画号
姓は安田、諱は尚義。字は信甫。通称は貞吉あるいは定吉、後に茂平と改める。雷洲、雷斎、文華軒、馬城と号す。蘭名として「Willem van Leiden」（ウィレム・ファン・ライデン）、また「Yasuda Sadakiti」と落款した作品が残る。ウィレム・ファン・ライデンの名は、雷洲の先達とも言える北山寒厳がヴァン・ダイクから「樊泥亀（凡泥亀）」と号した例から推測すると、北方ルネサンスのオランダ人画家ルーカス・ファン・ライデン（レイデン）（en:Lucas van Leyden1494年-1533年）にちなんでつけたものだと考えられる。

### 画歴
無役の小普請組として青山に住んだのち、文政3年（1820年）7月から四谷大木戸に移り、少なくとも同地に安政3年まで住んだ。北斎が辰政を称していた時からの門人で、弟子入りしたのも仕事が無い上に貧しい家計を助ける内職とするためだと推測される。
浮世絵のほかに蘭画・洋風画を研究し、長崎に遊学したという。銅版画を良く描き、文化期に多く見られる読本の挿絵、肉筆美人画などを残している。また肉筆画の「富士箱根遠望図」にある安政五年の年記から、雷洲の没年は安政5年（1858年）以降だと判明し、作画期は文化-安政（1804年-1860年）期と、80歳前後まで生きたことが推測される長寿の絵師だった。しかし、長寿の割に履歴が分かる史料が少なく、墓所の場所も不明である。

### 銅版画と洋風画
雷洲がどうやって銅版画を身に付けたかは明らかでないが、雷洲が弟子入りした文化年間頃の北斎派は洋風作品に力を入れており、同門に中京の銅版画家・牧墨僊がいることから、北斎周辺の人物から習ったと推測される。
現在最も古い年期の銅版画は、文政4年（1821年）の「浅草寺歳市之図」である。作品自体は司馬江漢風で、晩年に至るまで銅版画を製作している。雷洲の作品として知られるものに、文化11年（1814年）刊行の読本『小栗外伝』挿絵の内4図、年代不詳の銅版画「東都勝景銅版真図」8枚、弘化元年（1844年）作の銅版画「東海道五十三次揃」14枚、及び「江戸近郊十二景」などが挙げられる。この「東都勝景銅版真図」は本来12枚揃として作られたものであった。他に蘭字の題名のもので「Russische Kasteel van Moskow」などがある。最晩年のものとして、安政2年（1855年）の安政の大地震を銅版画にしたものがある。但し「武江地震図」という題の安政地震図は、実際には弘化4年（1847年）3月24日の「信州大地震図」の図案を流用し、「信州大地震図」にはあった山を煙で隠したものであった。
蘭画の制作についても『武江年表』の享和（1801年-1804年）年代の絵師項に「蘭画をよくする」とあり、かなり早い時期から描いていたことが判明する。また天保13年（1842年）刊行の『広益諸家人名録』第二編の雷洲の画名のそばに「蘭画」とあり、これは当時における西洋画を意味している。また、海舟の蘭学の師・永井青崖の教えを受けた可能性が指摘される。安政2年頃に書かれた勝海舟の遺稿とされる『蕃書調所翻訳御用被命候節府下ノ蘭学者取調姓名』には、58名の蘭学者のうち56番目に「御家人 四谷大木戸 銅板々工 安田雷洲」とあり、雷洲は蘭学者の末席に名を連ねている。現在、雷洲肉筆の洋風作品は15点ほど確認されており、雷洲の洋風画にもこうした蘭学者としての興味や人脈が反映されていると考えられる。

## 作品
| 作品名                         | 技法     | 形状・員数         | 所有者                                       | 年代                    | 款記・印章                                                                   | 備考 |  |
| ------------------------------ | -------- | ------------------ | -------------------------------------------- | ----------------------- | ---------------------------------------------------------------------------- | --- |  |
| 神功皇后と武内宿禰之図         | 板絵著色 | 絵馬1面            | 菅生神社（川崎市）                           | 1820年（文政3年）       |                                                                              | |  |
| 水辺村童図                     | 絹本著色 | 1幅                | 個人                                         | 1840年（天保11年）      |                                                                              | |  |
| 夏姿美人図                     | 紙本著色 | 1幅                | 出光美術館                                   | 1847年（弘化4年）       | 款記「弘化四年丁未九月 雷洲安田茂平製」                                      | 洋風画ではなく、北斎風の美人画である。 |  |
| 英仏攻防戦図                   | 紙本著色 | 小襖2面            | 世田谷区立郷土資料館                         | 1854年（嘉永7年）       |                                                                              | 英仏戦争を描いた作品。西洋の銅版画を原画にしていると想像される。世田谷の大場代官屋敷主屋中二階座敷に設けられた違い棚天袋の襖絵として描かれた。 |  |
| 鷹図                           | 絹本著色 | 1幅                | 摘水軒記念文化振興財団所蔵（府中市美術館寄託 | 1856年（安政3年）12月末 | 款記「安政三年歳在丙辰暮冬之末 雷洲生安田尚義製」/「安田尚義」「雷」朱文方印 | |  |
| 富士箱根遠望図                 | 紙本著色 | 1幅                | 板橋区立美術館寄託                           | 1858年（安政5年）       |                                                                              | 大槻磐渓賛 |  |
| 捕鯨図                         | 絹本著色 | 1幅                | 板橋区立美術館寄託                           |                         |                                                                              | |  |
| 赤穂義士復讐（報讐）図         | 紙本著色 | 1幅                | 本間美術館                                   |                         |                                                                              | 酒田市指定文化財。箱の墨書は「赤穂義士復讐図」とあり、近年になって研究者が「復讐」は穏当でないと感じてかたきを討つという意味の「報讐」に改めたと推測される。作新を所蔵する本間美術館では、箱書きを尊重し「赤穂義士復讐図」の名称を用いている。本図は図様の酷似から、アルノルト・ハウブラーケン（en:Arnold Houbraken）原画 ギリアン・ファン・デル・ハウエン（en:William van der Gouwen）エッチング（版刻）「羊飼いの礼拝」をもとにしていると考えられる。 |  |
| 危嶂懸泉図                     | 絹本著色 | 1幅                | 平野政吉美術館                               |                         |                                                                              | |  |
| 山水図                         | 絹本著色 | 1幅                | 郡山市立美術館                               |                         |                                                                              | |  |
| 海浜風景図                     | 絹本著色 | 1幅 28.9cmx33.9cm  | 個人                                         |                         |                                                                              | 落款は司馬江漢だが、画風から雷州の作とみなせる。 |  |
| ナポレオン像                   | 絹本著色 | 1幅                |                                              |                         |                                                                              | |  |
| 外国戦争図（ナポレオン戦争図） | 紙本 墨  | 1幅                | 笠間日動美術館                               |                         |                                                                              | |  |
| 捕鯨図                         | 絹本著色 | 1幅 91.2cm×39.8cm  |                                              |                         |                                                                              | |  |
| 木菟図                         | 紙本淡彩 | 1幅 115.8cm×29.3cm |                                              |                         |                                                                              | |  |